# Идеево
Идеево — заброшенная татарская деревня в Темниковском районе Мордовии, входит в состав Ишейского сельского поселения.

## Население
- 2010 г. — 2 чел.
- 2002 г. — 41 чел.

## История
По дореволюционному административному делению с. Идеево относилось к Барашевской волости Темниковского уезда Тамбовской губернии. В 1862 г. в 30 дворах проживало 144 чел., татары.

### Мечеть
В 1862 г. в селе уже была мечеть. Количество прихожан в кон. XIX в. составляло 544 чел.